# Baie de Wide (Papouasie-Nouvelle-Guinée)

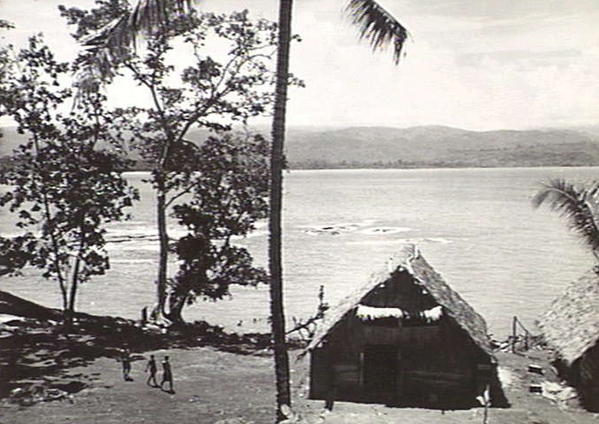
La baie de Wide pendant la Seconde Guerre mondiale.

La baie de Wide est une baie située au sud de Rabaul, sur la côte sud de la péninsule de Gazelle en Nouvelle-Bretagne.
Au cours des dernières étapes de la Seconde Guerre mondiale, après avoir débarqué dans la baie de Jacquinot, les forces australiennes ont ensuite établi une ligne défensive à travers l'île entre la baie de Wide et la baie d'Open lors de la bataille de la baie de Wide–baie d'Open en 1945, dans le but de confiner les forces japonaises sur l'île jusqu'aux environs de Rabaul.